# 4e étape du Tour d'Italie 2024
Pour un article plus général, voir Tour d'Italie 2024.
La 4e étape du Tour d'Italie 2024 se déroule le mardi 7 mai 2024 entre Acqui Terme dans le Piémont et Andora en Ligurie sur une distance de 190 km.

## Parcours
La première partie de l'étape monte progressivement jusqu'au Colle del Melogno classé en 3e catégorie et situé à une altitude de 1 028 m. La seconde moitié de l'étape est en descente puis plate en longeant les côtes de la mer de Ligurie depuis Savone jusqu'à Andora. Comme la veille, le tracé devrait favoriser les sprinteurs.

## Déroulement de la course
Filippo Ganna (Ineos Grenadiers), Lilian Calmejane (Intermarché Wanty), Stefan de Bod (EF Education-EastPost) et Francisco Muñoz Llana (Polti Kometa) forment une échappée en début d'étape. Toutefois, la présence de Ganna parmi les fuyards ne permet pas à ce groupe de creuser un écart. Ganna se laisse ainsi décrocher quelques kilomètres plus loin et est repris par le peloton. Les trois hommes augmentent dès lors leur avance qui culmine à 5 min 30 s à la mi-course qui se court sous la pluie jusqu'à une quarantaine de kilomètres du terme. Ayant obtenu la maximum de points pour le classement de la montagne, Calmejane se relève à 73 km du terme. Les deux derniers échappés, Muñoz Llana et de Bod, sont repris au pied du Capo Mele, à 5 kilomètres de l'arrivée. Un kilomètre plus loin, Filippo Ganna place une attaque et résiste au retour du peloton jusqu'aux 500 mètres. La victoire se joue lors d'un sprint massif sprint remporté par Jonathan Milan (Lidl-Trek) devant Kaden Groves (Alpecin Deceuninck).

## Résultats

### Classement de l'étape
| \| Classement de l'étape \| Classement de l'étape \| Classement de l'étape \| Classement de l'étape \| Classement de l'étape \| \| Coureur \| Coureur \| Pays \| Équipe \| Temps \| \| --------------------- \| --------------------- \| --------------------- \| ----------------------------- \| --------------------- \| \| 1er \| Jonathan Milan \| Italie \| Lidl-Trek \| 4 h 16 min 00 s \| \| 2e \| Kaden Groves \| Australie \| Alpecin-Deceuninck \| + 0 s \| \| 3e \| Phil Bauhaus \| Allemagne \| Bahrain Victorious \| + 0 s \| \| 4e \| Olav Kooij \| Pays-Bas \| Team Visma \\| Lease a Bike \| + 0 s \| \| 5e \| Tim Merlier \| Belgique \| Soudal Quick-Step \| + 0 s \| \| 6e \| Davide Ballerini \| Italie \| Astana Qazaqstan Team \| + 0 s \| \| 7e \| Fernando Gaviria \| Colombie \| Movistar Team \| + 0 s \| \| 8e \| Enrico Zanoncello \| Italie \| VF Group-Bardiani CSF-Faizanè \| + 0 s \| \| 9e \| Madis Mihkels \| Estonie \| Intermarché-Wanty \| + 0 s \| \| 10e \| Giovanni Lonardi \| Italie \| Team Polti Kometa \| + 0 s \| |                   |           |                               |                 |
| |                   |           |                               |                 |
| Sources : ProCyclingStats Cycling Quotient |                   |           |                               |                 |
| Classement de l'étape |                   |           |                               |                 |
| Coureur | Coureur           | Pays      | Équipe                        | Temps           |
| 1er | Jonathan Milan    | Italie    | Lidl-Trek                     | 4 h 16 min 00 s |
| 2e | Kaden Groves      | Australie | Alpecin-Deceuninck            | + 0 s           |
| 3e | Phil Bauhaus      | Allemagne | Bahrain Victorious            | + 0 s           |
| 4e | Olav Kooij        | Pays-Bas  | Team Visma \| Lease a Bike    | + 0 s           |
| 5e | Tim Merlier       | Belgique  | Soudal Quick-Step             | + 0 s           |
| 6e | Davide Ballerini  | Italie    | Astana Qazaqstan Team         | + 0 s           |
| 7e | Fernando Gaviria  | Colombie  | Movistar Team                 | + 0 s           |
| 8e | Enrico Zanoncello | Italie    | VF Group-Bardiani CSF-Faizanè | + 0 s           |
| 9e | Madis Mihkels     | Estonie   | Intermarché-Wanty             | + 0 s           |
| 10e | Giovanni Lonardi  | Italie    | Team Polti Kometa             | + 0 s           |

### Points attribués pour le classement par points
| Sprint intermédiaire Calizzano (km 79,2) | Sprint intermédiaire Calizzano (km 79,2) | Sprint intermédiaire Calizzano (km 79,2) | Sprint intermédiaire Calizzano (km 79,2) | Sprint intermédiaire Calizzano (km 79,2) |
| ---------------------------------------- | ---------------------------------------- | ---------------------------------------- | ---------------------------------------- | ---------------------------------------- |
|                                          | Coureur                                  | Pays                                     | Équipe                                   | Point(s)                                 |
| 1er                                      | Francisco Muñoz Llana                    | Espagne                                  | Polti Kometa                             | 12                                       |
| 2e                                       | Stefan de Bod                            | Afrique du Sud                           | EF Education-EasyPost                    | 8                                        |
| 3e                                       | Lilian Calmejane                         | France                                   | Intermarché-Wanty                        | 6                                        |
| 4e                                       | Kaden Groves                             | Australie                                | Alpecin-Deceuninck                       | 5                                        |
| 5e                                       | Tim Merlier                              | Belgique                                 | Soudal Quick-Step                        | 4                                        |
| 6e                                       | Biniam Girmay                            | Érythrée                                 | Intermarché-Wanty                        | 3                                        |
| 7e                                       | Martin Marcellusi                        | Italie                                   | VF Group-Bardiani CSF-Faizané            | 2                                        |
| 8e                                       | Fernando Gaviria                         | Colombie                                 | Movistar                                 | 1                                        |
| modifier                                 |                                          |                                          |                                          |                                          |

| Sprint intermédiaire Altare (km 116,5) | Sprint intermédiaire Altare (km 116,5) | Sprint intermédiaire Altare (km 116,5) | Sprint intermédiaire Altare (km 116,5) | Sprint intermédiaire Altare (km 116,5) |
| -------------------------------------- | -------------------------------------- | -------------------------------------- | -------------------------------------- | -------------------------------------- |
|                                        | Coureur                                | Pays                                   | Équipe                                 | Point(s)                               |
| 1er                                    | Francisco Muñoz Llana                  | Espagne                                | Polti Kometa                           | 12                                     |
| 2e                                     | Lilian Calmejane                       | France                                 | Intermarché-Wanty                      | 8                                      |
| 3e                                     | Stefan de Bod                          | Afrique du Sud                         | EF Education-EasyPost                  | 6                                      |
| 4e                                     | Olav Kooij                             | Pays-Bas                               | Visma-Lease a Bike                     | 5                                      |
| 5e                                     | Biniam Girmay                          | Érythrée                               | Intermarché-Wanty                      | 4                                      |
| 6e                                     | Kaden Groves                           | Australie                              | Alpecin-Deceuninck                     | 3                                      |
| 7e                                     | Christophe Laporte                     | France                                 | Visma-Lease a Bike                     | 2                                      |
| 8e                                     | Edward Planckaert                      | Belgique                               | Alpecin-Deceuninck                     | 1                                      |
| modifier                               |                                        |                                        |                                        |                                        |

| \| Arrivée d'étape Andora (km 190) \| Arrivée d'étape Andora (km 190) \| Arrivée d'étape Andora (km 190) \| Arrivée d'étape Andora (km 190) \| Arrivée d'étape Andora (km 190) \| \| ------------------------------- \| ------------------------------- \| ------------------------------- \| ------------------------------- \| ------------------------------- \| \| \| Coureur \| Pays \| Équipe \| Point(s) \| \| 1er \| Jonathan Milan \| Italie \| Lidl-Trek \| 50 \| \| 2e \| Kaden Groves \| Australie \| Alpecin-Deceuninck \| 35 \| \| 3e \| Phil Bauhaus \| Allemagne \| Bahrain Victorious \| 25 \| \| 4e \| Olav Kooij \| Pays-Bas \| Visma-Lease a Bike \| 18 \| \| 5e \| Tim Merlier \| Belgique \| Soudal Quick-Step \| 14 \| \| 6e \| Davide Ballerini \| Italie \| Astana Qazaqstan \| 12 \| \| 7e \| Fernando Gaviria \| Colombie \| Movistar \| 10 \| \| 8e \| Enrico Zanoncello \| Italie \| VF Group-Bardiani CSF-Faizané \| 8 \| \| 9e \| Madis Mihkels \| Estonie \| Intermarché-Wanty \| 7 \| \| 10e \| Giovanni Lonardi \| Italie \| Polti Kometa \| 6 \| \| 11e \| Laurence Pithie \| Nouvelle-Zélande \| Groupama-FDJ \| 5 \| \| 12e \| Caleb Ewan \| Australie \| Jayco AlUla \| 4 \| \| 13e \| Alberto Dainese \| Italie \| Tudor Pro Cycling Team \| 3 \| \| 14e \| Hugo Hofstetter \| France \| Israel-Premier Tech \| 2 \| \| 15e \| Jhonatan Narváez \| Équateur \| Ineos Grenadiers \| 1 \| \| modifier \| \| \| \| \| |                   |                  |                               |          |
| Arrivée d'étape Andora (km 190) |                   |                  |                               |          |
| | Coureur           | Pays             | Équipe                        | Point(s) |
| 1er | Jonathan Milan    | Italie           | Lidl-Trek                     | 50       |
| 2e | Kaden Groves      | Australie        | Alpecin-Deceuninck            | 35       |
| 3e | Phil Bauhaus      | Allemagne        | Bahrain Victorious            | 25       |
| 4e | Olav Kooij        | Pays-Bas         | Visma-Lease a Bike            | 18       |
| 5e | Tim Merlier       | Belgique         | Soudal Quick-Step             | 14       |
| 6e | Davide Ballerini  | Italie           | Astana Qazaqstan              | 12       |
| 7e | Fernando Gaviria  | Colombie         | Movistar                      | 10       |
| 8e | Enrico Zanoncello | Italie           | VF Group-Bardiani CSF-Faizané | 8        |
| 9e | Madis Mihkels     | Estonie          | Intermarché-Wanty             | 7        |
| 10e | Giovanni Lonardi  | Italie           | Polti Kometa                  | 6        |
| 11e | Laurence Pithie   | Nouvelle-Zélande | Groupama-FDJ                  | 5        |
| 12e | Caleb Ewan        | Australie        | Jayco AlUla                   | 4        |
| 13e | Alberto Dainese   | Italie           | Tudor Pro Cycling Team        | 3        |
| 14e | Hugo Hofstetter   | France           | Israel-Premier Tech           | 2        |
| 15e | Jhonatan Narváez  | Équateur         | Ineos Grenadiers              | 1        |
| modifier |                   |                  |                               |          |

### Points attribués pour le classement du meilleur grimpeur
| \| Colle del Melogno (km 88,1) 3e catégorie (7,5 km à 4,8%) \| Colle del Melogno (km 88,1) 3e catégorie (7,5 km à 4,8%) \| Colle del Melogno (km 88,1) 3e catégorie (7,5 km à 4,8%) \| Colle del Melogno (km 88,1) 3e catégorie (7,5 km à 4,8%) \| Colle del Melogno (km 88,1) 3e catégorie (7,5 km à 4,8%) \| \| -------------------------------------------------------- \| -------------------------------------------------------- \| -------------------------------------------------------- \| -------------------------------------------------------- \| -------------------------------------------------------- \| \| \| Coureur \| Pays \| Équipe \| Point(s) \| \| 1er \| Lilian Calmejane \| France \| Intermarché-Wanty \| 9 \| \| 2e \| Francisco Muñoz Llana \| Espagne \| Polti Kometa \| 4 \| \| 3e \| Stefan de Bod \| Afrique du Sud \| EF Education-EasyPost \| 2 \| \| 4e \| Amanuel Ghebreigzabhier \| Érythrée \| Lidl-Trek \| 1 \| \| modifier \| \| \| \| \| |                         |                |                       |          |
| Colle del Melogno (km 88,1) 3e catégorie (7,5 km à 4,8%) |                         |                |                       |          |
| | Coureur                 | Pays           | Équipe                | Point(s) |
| 1er | Lilian Calmejane        | France         | Intermarché-Wanty     | 9        |
| 2e | Francisco Muñoz Llana   | Espagne        | Polti Kometa          | 4        |
| 3e | Stefan de Bod           | Afrique du Sud | EF Education-EasyPost | 2        |
| 4e | Amanuel Ghebreigzabhier | Érythrée       | Lidl-Trek             | 1        |
| modifier |                         |                |                       |          |

### Points attribués pour le classement des sprints intermédiaires
| Sprint intermédiaire Calizzano (km 79,2) | Sprint intermédiaire Calizzano (km 79,2) | Sprint intermédiaire Calizzano (km 79,2) | Sprint intermédiaire Calizzano (km 79,2) | Sprint intermédiaire Calizzano (km 79,2) |
| ---------------------------------------- | ---------------------------------------- | ---------------------------------------- | ---------------------------------------- | ---------------------------------------- |
|                                          | Coureur                                  | Pays                                     | Équipe                                   | Point(s)                                 |
| 1er                                      | Francisco Muñoz Llana                    | Espagne                                  | Polti Kometa                             | 10                                       |
| 2e                                       | Stefan de Bod                            | Afrique du Sud                           | EF Education-EasyPost                    | 6                                        |
| 3e                                       | Lilian Calmejane                         | France                                   | Intermarché-Wanty                        | 3                                        |
| 4e                                       | Kaden Groves                             | Australie                                | Alpecin-Deceuninck                       | 2                                        |
| 5e                                       | Tim Merlier                              | Belgique                                 | Soudal Quick-Step                        | 1                                        |
| modifier                                 |                                          |                                          |                                          |                                          |

| Sprint intermédiaire Savone (km 130,6) | Sprint intermédiaire Savone (km 130,6) | Sprint intermédiaire Savone (km 130,6) | Sprint intermédiaire Savone (km 130,6) | Sprint intermédiaire Savone (km 130,6) |
| -------------------------------------- | -------------------------------------- | -------------------------------------- | -------------------------------------- | -------------------------------------- |
|                                        | Coureur                                | Pays                                   | Équipe                                 | Point(s)                               |
| 1er                                    | Stefan de Bod                          | Afrique du Sud                         | EF Education-EasyPost                  | 10                                     |
| 2e                                     | Francisco Muñoz Llana                  | Espagne                                | Polti Kometa                           | 6                                      |
| 3e                                     | Cian Uijtdebroeks                      | Belgique                               | Visma-Lease a Bike                     | 3                                      |
| 4e                                     | Jan Tratnik                            | Slovénie                               | Visma-Lease a Bike                     | 2                                      |
| 5e                                     | Amanuel Ghebreigzabhier                | Érythrée                               | Lidl-Trek                              | 1                                      |
| modifier                               |                                        |                                        |                                        |                                        |

### Bonifications
|   | Coureur               | Pays           | Équipe                | Secondes |
| - | --------------------- | -------------- | --------------------- | -------- |
| 1 | Francisco Muñoz Llana | Espagne        | Polti Kometa          | 3 s      |
| 2 | Lilian Calmejane      | France         | Intermarché-Wanty     | 2 s      |
| 3 | Stefan de Bod         | Afrique du Sud | EF Education-EasyPost | 1 s      |

|   | Coureur               | Pays           | Équipe                | Secondes |
| - | --------------------- | -------------- | --------------------- | -------- |
| 1 | Stefan de Bod         | Afrique du Sud | EF Education-EasyPost | 3 s      |
| 2 | Francisco Muñoz Llana | Espagne        | Polti Kometa          | 2 s      |
| 3 | Cian Uijtdebroeks     | Belgique       | Visma-Lease a Bike    | 1 s      |

| \| \| Coureur \| Pays \| Équipe \| Secondes \| \| - \| -------------- \| --------- \| ------------------ \| -------- \| \| 1 \| Jonathan Milan \| Italie \| Lidl-Trek \| 10 s \| \| 2 \| Kaden Groves \| Australie \| Alpecin-Deceuninck \| 6 s \| \| 3 \| Phil Bauhaus \| Allemagne \| Bahrain Victorious \| 4 s \| |                |           |                    |          |
| | Coureur        | Pays      | Équipe             | Secondes |
| 1 | Jonathan Milan | Italie    | Lidl-Trek          | 10 s     |
| 2 | Kaden Groves   | Australie | Alpecin-Deceuninck | 6 s      |
| 3 | Phil Bauhaus   | Allemagne | Bahrain Victorious | 4 s      |

## Classements à l'issue de l'étape

### Classement général
| \| Classement général \| Classement général \| Classement général \| Classement général \| Classement général \| \| Coureur \| Coureur \| Pays \| Équipe \| Temps \| \| ------------------ \| ------------------ \| ------------------ \| -------------------------- \| ------------------ \| \| 1er \| Tadej Pogačar \| Slovénie \| UAE Team Emirates \| 15 h 19 min 05 s \| \| 2e \| Geraint Thomas \| Royaume-Uni \| Ineos Grenadiers \| + 46 s \| \| 3e \| Daniel Martínez \| Colombie \| Bora-Hansgrohe \| + 47 s \| \| 4e \| Cian Uijtdebroeks \| Belgique \| Team Visma \\| Lease a Bike \| + 55 s \| \| 5e \| Einer Rubio \| Colombie \| Movistar Team \| + 56 s \| \| 6e \| Lorenzo Fortunato \| Italie \| Astana Qazaqstan Team \| + 1 min 07 s \| \| 7e \| Juan Pedro López \| Espagne \| Lidl-Trek \| + 1 min 11 s \| \| 8e \| Jan Hirt \| Tchéquie \| Soudal Quick-Step \| + 1 min 13 s \| \| 9e \| Alexey Lutsenko \| Kazakhstan \| Astana Qazaqstan Team \| + 1 min 26 s \| \| 10e \| Ben O'Connor \| Australie \| Decathlon-AG2R La Mondiale \| + 1 min 26 s \| |                   |             |                            |                  |
| |                   |             |                            |                  |
| Sources : ProCyclingStats Cycling Quotient |                   |             |                            |                  |
| Classement général |                   |             |                            |                  |
| Coureur | Coureur           | Pays        | Équipe                     | Temps            |
| 1er | Tadej Pogačar     | Slovénie    | UAE Team Emirates          | 15 h 19 min 05 s |
| 2e | Geraint Thomas    | Royaume-Uni | Ineos Grenadiers           | + 46 s           |
| 3e | Daniel Martínez   | Colombie    | Bora-Hansgrohe             | + 47 s           |
| 4e | Cian Uijtdebroeks | Belgique    | Team Visma \| Lease a Bike | + 55 s           |
| 5e | Einer Rubio       | Colombie    | Movistar Team              | + 56 s           |
| 6e | Lorenzo Fortunato | Italie      | Astana Qazaqstan Team      | + 1 min 07 s     |
| 7e | Juan Pedro López  | Espagne     | Lidl-Trek                  | + 1 min 11 s     |
| 8e | Jan Hirt          | Tchéquie    | Soudal Quick-Step          | + 1 min 13 s     |
| 9e | Alexey Lutsenko   | Kazakhstan  | Astana Qazaqstan Team      | + 1 min 26 s     |
| 10e | Ben O'Connor      | Australie   | Decathlon-AG2R La Mondiale | + 1 min 26 s     |

### Classement par points
| Classement par points | Classement par points | Classement par points | Classement par points         | Classement par points |
| Coureur               | Coureur               | Pays                  | Équipe                        | Points                |
| --------------------- | --------------------- | --------------------- | ----------------------------- | --------------------- |
| 1er                   | Jonathan Milan        | Italie                | Lidl-Trek                     | 113 pts               |
| 2e                    | Tim Merlier           | Belgique              | Soudal Quick-Step             | 81 pts                |
| 3e                    | Kaden Groves          | Australie             | Alpecin-Deceuninck            | 63 pts                |
| 4e                    | Olav Kooij            | Pays-Bas              | Team Visma \| Lease a Bike    | 46 pts                |
| 5e                    | Filippo Fiorelli      | Italie                | VF Group-Bardiani CSF-Faizanè | 42 pts                |
| 6e                    | Lilian Calmejane      | France                | Intermarché-Wanty             | 34 pts                |
| 7e                    | Tadej Pogačar         | Slovénie              | UAE Team Emirates             | 27 pts                |
| 8e                    | Phil Bauhaus          | Allemagne             | Bahrain Victorious            | 27 pts                |
| 9e                    | Jhonatan Narváez      | Équateur              | Ineos Grenadiers              | 26 pts                |
| 10e                   | Francisco Muñoz Llana | Espagne               | Team Polti Kometa             | 24 pts                |

### Classement de la montagne
| Classement de la montagne | Classement de la montagne | Classement de la montagne | Classement de la montagne     | Classement de la montagne |
| Coureur                   | Coureur                   | Pays                      | Équipe                        | Points                    |
| ------------------------- | ------------------------- | ------------------------- | ----------------------------- | ------------------------- |
| 1er                       | Tadej Pogačar             | Slovénie                  | UAE Team Emirates             | 51 pts                    |
| 2e                        | Lilian Calmejane          | France                    | Intermarché-Wanty             | 32 pts                    |
| 3e                        | Daniel Martínez           | Colombie                  | Bora-Hansgrohe                | 26 pts                    |
| 4e                        | Andrea Piccolo            | Italie                    | EF Education-EasyPost         | 18 pts                    |
| 5e                        | Geraint Thomas            | Royaume-Uni               | Ineos Grenadiers              | 16 pts                    |
| 6e                        | Amanuel Ghebreigzabhier   | Érythrée                  | Lidl-Trek                     | 11 pts                    |
| 7e                        | Lorenzo Fortunato         | Italie                    | Astana Qazaqstan Team         | 9 pts                     |
| 8e                        | Giulio Pellizzari         | Italie                    | VF Group-Bardiani CSF-Faizanè | 8 pts                     |
| 9e                        | Filippo Fiorelli          | Italie                    | VF Group-Bardiani CSF-Faizanè | 7 pts                     |
| 10e                       | Florian Lipowitz          | Allemagne                 | Bora-Hansgrohe                | 6 pts                     |

### Classement du meilleur jeune
| Classement du meilleur jeune | Classement du meilleur jeune | Classement du meilleur jeune | Classement du meilleur jeune | Classement du meilleur jeune |
| Coureur                      | Coureur                      | Pays                         | Équipe                       | Temps                        |
| ---------------------------- | ---------------------------- | ---------------------------- | ---------------------------- | ---------------------------- |
| 1er                          | Cian Uijtdebroeks            | Belgique                     | Team Visma \| Lease a Bike   | 15 h 20 min 00 s             |
| 2e                           | Alex Baudin                  | France                       | Decathlon-AG2R La Mondiale   | + 45 s                       |
| 3e                           | Mauri Vansevenant            | Belgique                     | Soudal Quick-Step            | + 49 s                       |
| 4e                           | Filippo Zana                 | Italie                       | Team Jayco AlUla             | + 1 min 12 s                 |
| 5e                           | Luke Plapp                   | Australie                    | Team Jayco AlUla             | + 1 min 38 s                 |
| 6e                           | Henok Mulubrhan              | Érythrée                     | Astana Qazaqstan Team        | + 1 min 48 s                 |
| 7e                           | Georg Steinhauser            | Allemagne                    | EF Education-EasyPost        | + 1 min 54 s                 |
| 8e                           | Antonio Tiberi               | Italie                       | Bahrain Victorious           | + 1 min 55 s                 |
| 9e                           | Davide Piganzoli             | Italie                       | Team Polti Kometa            | + 2 min 11 s                 |
| 10e                          | Florian Lipowitz             | Allemagne                    | Bora-Hansgrohe               | + 2 min 13 s                 |

### Classement par équipes
| Classement par équipes | Classement par équipes        | Classement par équipes | Classement par équipes |
| Équipe                 | Équipe                        | Pays                   | Temps                  |
| ---------------------- | ----------------------------- | ---------------------- | ---------------------- |
| 1re                    | Ineos Grenadiers              | Royaume-Uni            | 46 h 02 min 17 s       |
| 2e                     | Astana Qazaqstan Team         | Kazakhstan             | + 14 s                 |
| 3e                     | Bora-Hansgrohe                | Allemagne              | + 55 s                 |
| 4e                     | Decathlon-AG2R La Mondiale    | France                 | + 1 min 04 s           |
| 5e                     | VF Group-Bardiani CSF-Faizané | Italie                 | + 3 min 51 s           |
| 6e                     | EF Education-EasyPost         | États-Unis             | + 5 min 00 s           |
| 7e                     | Team Jayco AlUla              | Australie              | + 5 min 42 s           |
| 8e                     | Soudal Quick-Step             | Belgique               | + 5 min 45 s           |
| 9e                     | Team Visma \| Lease a Bike    | Pays-Bas               | + 6 min 03 s           |
| 10e                    | Movistar Team                 | Espagne                | + 10 min 30 s          |

### Sanctions au classement UCI
| \| Coureur \| Pays \| Équipe \| Points \| \| ----------- \| ------- \| -------------- \| ----------- \| \| Ryan Mullen \| Irlande \| Bora-Hansgrohe \| - 25 points \| |         |                |             |
| Coureur | Pays    | Équipe         | Points      |
| Ryan Mullen | Irlande | Bora-Hansgrohe | - 25 points |

## Abandons
- Torstein Træen (Bahrain Victorious) : abandon[1]
- Biniam Girmay (Intermarché-Wanty) : abandon[2]
- Bram Welten (dsm-firmenich PostNL) : non partant[3]